# Troisième Dáil
 (février 2019).
Si vous disposez d'ouvrages ou d'articles de référence ou si vous connaissez des sites web de qualité traitant du thème abordé ici, merci de compléter l'article en donnant les références utiles à sa vérifiabilité et en les liant à la section « Notes et références ».
IIIe législature
Deuxième Dáil Quatrième Dáil
National Concert Hall
Leinster House
Le troisième Dáil (anglais : Third Dáil) est le parlement provisoire de l'Irlande du Sud du 9 août au 6 décembre 1922 ainsi que la chambre basse de l'Oireachtas de l'État libre d'Irlande du 6 décembre 1922 au 9 août 1923.

## Élection du3eDáil, parlement provisoire
L'élection au troisième Dáil alieu le 16 juin 1922. Elle se déroule selon le système du scrutin proportionnel plurinominal à vote unique transférable. Contrairement au deuxième Dáil, qui comprenait des membres de l'ensemble de l'île d'Irlande, le troisième Dáil ne comprend pas de membres élus en Irlande du Nord. Depuis l'élection du Deuxième Dáil, largement contestée, en 1921, le traité anglo-irlandais a été négocié et le Sinn Féin - le seul parti politique représenté dans le Dáil - s'est scindé en factions favorables ou opposées au traité ; ces deux factions deviennent les principaux candidats à l'élection de 1922 et les autres partis se présentent pour la première fois.